# Михаил Бонч-Брујевич
Михаил Дмитријевич Бонч-Брујевич (рус. Михаил Дмитриевич Бонч-Бруевич; Москва, 24. фебруар 1870 — Москва, 3. август 1956) је био совјетски војсковођа, генерал-лајтнант (1944), доктор војних и техничких наука. Брат Владимира Дмитријевича Бонч-Брујевича.

## Биографија
На Московском Константиновском геодетском институту (рус. Константиновский межевой институт) је дипломирао 1891, а 1892. је завршио војно-наставни курс Московске пешадијске јункерске школе. У периоду 1892—1895. био је на служби у Литовском гардисјком пуку Руске армије у Варшави. Затим је наставио студије на Генералштабној Академији, коју је завршио 1898. До рата 1914. је служио као официр и као предавач у разним војно-наставним установама. Постао је пуковник 1913, а 1914. командант 176. Пероволоченског пешадијског пука у Чернигову.
После уласка Русије у Први светски рат августа 1914. постао је генерал-квартирмајстер (заменик начелника штаба, руководилац оперативног одсека, садашња НАТО ознака G3) 3. Армије Југозападног фронта под командом генарала Руског, затим штаба Северозападног фронта. Од јануара 1915. генерал-мајор. Априла 1915. постао је начелник штаба 6. Армије, која је била стационирана у Петровграду, прво под генералом Ван дер Флитом, а затим поново под генералом Руским. До краја 1915. начелник штаба Северног фронта, под генералом Руским и генералом Плевеом. Од марта 1916. начелник гарнизона Пскова, где се налазила Главна команда Северног фронта.
29. августа 1917. га је Керенски именовао за команданта Северног фронта, где је сузбио пуч Корнилова.
Средином септембра 1917. је ушао у састав Врховне команде у Могиљеву, а
27. септембра у састав Савета радничких и војних депутата. Од средине октобра је начелник гарнозона у Могиљеву, један је од првих генерала Руске армије који су прешли у службу Црвене армије.
Од краја новембра 1917. до краја јануара 1918. он је био први Совјетски начелник штаба Врховне команде.
Под руководствон Лава Троцког је од 4. марта до 27. августа 1918. био војни руководилац Врховног војног савета Црвене армије.
После завршетка Првог светског рата до јуна 1919. Бонч-Брујевич је радио као доцент на Институту за геодезију, затим је руководио формирањем Више геодетске управе.
Од 16. јуна до краја 1919, за време грађанског рата у Русији, Бонч-Брујевич је био начелник Пољског штаба Револуционарног војног савета Републике.
До свог пензионисања је био руководилац Колегијума више управе за геодезију и извршавање посебних војних задатака.
Под руководством Бонч-Брујевича је 1925. образован државни технички биро за аерофото снимање.
У наредном периоду бавио се научним и предавачким радом, аутор је низа радова из тактике и војне историје. Под његовим општим уредништвом објављен је 9-томни референтни приручник „Геодезија“.

## Породица
Брат: Владимир Дмитријевич Бонч-Брујевич, руски и совјетски политичар, историчар и писац.